# Фелтон, Верна
Верна Арлин Фелтон (англ. Verna Arline Felton; 20 июля 1890 — 14 декабря 1966) — американская актриса, номинантка на премию «Эмми», наиболее известная своим голосом в озвучивании многих анимационных фильмов компании «Walt Disney».

## Биография
Верна Фелтон родилась 20 июля 1890 года в городе Салинас в семье врача Хораса Фелтона и Клары Лоуренс. Пик карьеры как актрисы пришёлся Фелтон в конце 1920-х годов. Верна также много работала на радио в озвучивании детских передач. Она также появилась как гостья в некоторых телевизионных сериалах, в том числе в очень популярном в 1950-е годы телесериале «Я люблю Люси».
Верна была замужем за радиоактёром Ли Милларом (1888—1941). Их сын Ли Карсон Миллар мл. тоже стал актёром, много работавшим на телевидении в 1950-е и 1960-е годы.
Верна Фелтон умерла от инфаркта 14 декабря 1966 года в Северном Голливуде, примерно за час до смерти Уолта Диснея. Она была похоронена в Глендейле на кладбище Grand View Memorial Park.

## Избранная фильмография
- Книга джунглей (1967) — Уинифред (озвучка)
- Спящая красавица (1959) — Флора, королева Лия (озвучка)
- Пикник (1955) — Хелен Поттс
- Леди и Бродяга (1955) — Тётя Сара (озвучка)
- Можно входить без стука (1952) — Миссис Эмма Боллью
- Оптом дешевле 2 (1952) — Кузина Леора
- Алиса в Стране чудес (1951) — Королева Червей (озвучка)
- Стрелок (1950) — Миссис Августа Пеннифазер
- Дочь пирата — вдова
- Золушка (1950) — Крёстная Фея (озвучка)
- Дамбо (1941) — Главная слониха (озвучка, в титрах не указана)